# Andrija Bot od Bajne
Andrija Bot od Bajne (lat. Andreas Both de Bayna; Andrijaš Bot z Bajne) (?, 15. stoljeće – Zrin, 16. rujna 1511.), ugarski velikaš i hrvatski ban (1482., 1505. – 1507. i 1510. – 1511.) iz velikaške obitelji Bot od Bajne.

## Životopis
Kao kapetan Medvedgrada i Gradeca spominje se 1490. i 1491. godine. Kolebao se između cara Maksimilijana I. i kralja Vladislava II. Jagelovića te je prvo u svoje ime i u ime braće Ambroza i Ivana obećao vjernost Maksimilijanu Habsburgu, no početkom 1491. godine vratio se pod okrilje Vladislava Jagelovića. Hrvatskim banom bio 1504. – 1507., kada se zbog smjenjivanja odmetnuo. Godine 1510. pomirio se s kraljem Vladislavom II. i do smrti obnašao bansku dužnost, te 1511. jedini pružio pomoć knezu Bernardinu Frankapanu Ozaljskom protiv Osmanlija.

## Vanjske poveznice
- Andrija Bot od Bajne Hrvatski biografski leksikon
- Andrija Bot od Bajne Hrvatska enciklopedija

| Prethodnik:                | Hrvatski ban (1505. – 1507.) | Nasljednik:       |
| Franjo Balassa de Gyarmáth | Hrvatski ban (1505. – 1507.) | Marko Mišljenović |

| Prethodnik:                           | Hrvatski ban (1510. – 1511.) | Nasljednik:    |
| Juraj Kaniški i Ivan Ernušt Čakovečki | Hrvatski ban (1510. – 1511.) | Emerik Perényi |